# Jirès Kembo Ekoko
Jirès Kembo Ekoko (Kinshasa, 8 gennaio 1988) è un ex calciatore della Repubblica Democratica del Congo naturalizzato francese, di ruolo attaccante.

## Biografia
È fratello adottivo di Kylian Mbappé ed Ethan Mbappé, nonché figlio naturale di Uba Kembo Kembo.

## Statistiche

### Presenze e reti nei club
| Stagione         | Squadra          | Campionato       | Campionato | Campionato | Coppe nazionali | Coppe nazionali | Coppe nazionali | Coppe continentali | Coppe continentali | Coppe continentali | Altre coppe | Altre coppe | Altre coppe | Totale | Totale |
| Stagione         | Squadra          | Comp             | Pres       | Reti       | Comp            | Pres            | Reti1           | Comp               | Pres               | Reti               | Comp        | Pres        | Reti        | Pres   | Reti   |
| ---------------- | ---------------- | ---------------- | ---------- | ---------- | --------------- | --------------- | --------------- | ------------------ | ------------------ | ------------------ | ----------- | ----------- | ----------- | ------ | ------ |
| 2006-2007        | Rennes           | L1               | 3          | 0          | CdL             | 1               | 0               | -                  | -                  | -                  | -           | -           | -           | 4      | 0      |
| 2007-2008        | Rennes           | L1               | 7          | 0          | CdL             | 1               | 0               | CU                 | 3                  | 0                  | -           | -           | -           | 11     | 0      |
| 2008-2009        | Rennes           | L1               | 20         | 2          | CF+CdL          | 4+2             | 1+1             | CI+CU              | 1+1                | 0                  | -           | -           | -           | 28     | 4      |
| 2009-2010        | Rennes           | L1               | 24         | 1          | CF+CdL          | 3+2             | 0               | -                  | -                  | -                  | -           | -           | -           | 29     | 1      |
| 2010-2011        | Rennes           | L1               | 23         | 3          | CF+CdL          | 2+1             | 0+1             | -                  | -                  | -                  | -           | -           | -           | 26     | 4      |
| 2011-2012        | Rennes           | L1               | 32         | 10         | CF+CdL          | 5+0             | 2               | UEL                | 5                  | 1                  | -           | -           | -           | 42     | 13     |
| Totale Rennes    | Totale Rennes    | Totale Rennes    | 110        | 16         |                 | 21              | 5               |                    | 10                 | 1                  | -           | -           | -           | 141    | 22     |
| 2012-2013        | Al-Ain           | PL               | 23         | 8          | -               | -               | -               | AFC                | 6                  | 1                  | -           | -           | -           | 29     | 9      |
| 2013-2014        | Al-Jaish         | QSL              | 16         | 4          | -               | -               | -               | AFC                | 11                 | 1                  | -           | -           | -           | 27     | 5      |
| 2014-2015        | Al-Ain           | AGL              | 21         | 11         | -               | -               | -               | AFC                | 7                  | 2                  | -           | -           | 28          | 13     | -      |
| Totale Al-Ain    | Totale Al-Ain    | Totale Al-Ain    | 44         | 19         | -               | -               | -               | -                  | 13                 | 3                  | -           | -           | -           | 57     | 22     |
| 2015-2016        | Al-Nasr          | AGL              | 22         | 9          | -               | -               | -               | AFC                | 9                  | 1                  | -           | -           | -           | 31     | 10     |
| 2016-2017        | Al-Nasr          | AGL              | 24         | 2          | -               | -               | -               | -                  | -                  | -                  | -           | -           | -           | 24     | 2      |
| Totale Al-Nasr   | Totale Al-Nasr   | Totale Al-Nasr   | 46         | 11         | -               | -               | -               | -                  | 9                  | 1                  | -           | -           | -           | 55     | 12     |
| 2017-2018        | Bursaspor        | SL               | 24         | 4          | CT              | 1               | 0               | -                  | -                  | -                  | -           | -           | -           | 25     | 4      |
| 2018-2019        | Bursaspor        | SL               | 2          | 0          | CT              | 0               | 0               | -                  | -                  | -                  | -           | -           | -           | 2      | 0      |
| Totale Bursaspor | Totale Bursaspor | Totale Bursaspor | 26         | 4          |                 | 1               | 0               | -                  | -                  | -                  | -           | -           | -           | 27     | 4      |
| Totale Carriera  | Totale Carriera  | Totale Carriera  | 242        | 54         |                 | 22              | 5               |                    | 43                 | 6                  | -           | -           | -           | 307    | 65     |

## Palmarès

### Club

#### Competizioni nazionali
- Arabian Gulf Super Cup: 1

Al-Ain: 2012
- UAE Arabian Gulf League: 2

Al-Ain: 2012-13, 2014-15
- Qatar Crown Prince Cup: 1

Al-Jaish: 2014